# La Synagogue de Vilna
La Synagogue de Vilna est un tableau réalisé par le peintre soviétique Marc Chagall en 1935. Cette huile sur papier marouflé sur toile représente l'intérieur de la grande synagogue de Vilna, une synagogue à Vilnius, en Lituanie. Elle est conservée au sein d'une collection privée.